# Incendis de l'Empordà de 2006
Els incendis de l'Empordà de 2006 van ser un incendis forestals que van tenir lloc a diverses poblacions de les comarques de l'Alt Empordà, el Baix Empordà i el Pla de l'Estany a partir del 3 d'agost de 2006. Els focs no van donar-se per extingits fins al 7 d'agost, cremant més de 2.000 hectàrees en total a l'Empordà. L'incendi de Viladamat va ser el més gran de Catalunya aquell estiu (el més calorós dels últims deu anys a Catalunya). Els municipis afectats en total pels focs van ser 15: a l'Alt Empordà: Cabanelles, Cadaqués, Campmany, Cistella, Llers, Navata, Palau de Santa Eulàlia, Sant Climent Sescebes, Siurana, Ventalló i Viladamat; al Baix Empordà: Albons, Garrigoles i Tallada d'Empordà; i al Pla de l'Estany: Crespià. Les causes dels diferents incendis van ser diverses, des d'una guspira emesa per una màquina desbrossadora utilitzada per un pagès (a Sant Climent Sescebes), fins a una burilla de cigarreta encesa (a Cistella i a Campmany), tot i que es va sospitar que la intervenció d'un o més piròmans en provoqués alguns en altres indrets de la zona.